# Audi-Front
L’Audi Front Type UW est une voiture particulière de la catégorie grande routière que la marque Audi, qui appartient à Auto Union, a présentée en février 1933 au 23e salon de l'automobile de Francfort en tant que première voiture allemande six cylindres avec traction avant. En tant que successeur de la Type T d’Audiwerke Zwickau, la lettre "U" a été utilisée, tandis que la lettre "W" représentait le moteur de 2 litres de la Wanderer W 22. Après la livraison de 1 817 voitures, la successeur, l’Audi 225 avec un moteur de 2,3 litres, a été présentée en février 1935 au 25e Salon de l’automobile de Berlin.
Le moteur six cylindres en ligne de 2 litres de cylindrée de l’Audi UW, conçu par Ferdinand Porsche en 1931 pour la Wanderer W 20, développe 40 ch à 3 500 tr/min. Située devant le moteur, la boîte de vitesses à quatre rapports non synchronisée avec un levier de vitesses sur le tableau de bord entraînait les roues avant. La voiture, avec un châssis central, a une suspension indépendante à l’avant avec des triangles au-dessus et des ressorts à lames transversaux en-dessous et des bras oscillants avec des ressorts à lames transversaux à l’arrière. Elle était disponible en tant que «berline sport» 4 portes et 4 vitres, en berline 4 portes et 6 vitres ou en cabriolet 2 portes avec 2 ou 4 vitres.
Un an après le début de la production en série, la production de l’Audi UW a été transférée de Zwickau à l’usine voisine de Horch d’Auto Union afin de créer de l’espace dans l’usine d’Audi pour la production croissante des DKW Frontwagen. Pour des raisons de capacité, les carrosseries des berlines étaient de toute façon fabriquées par Horch. Gläser a construit les cabriolets à Dresde avec le châssis fourni par Zwickau.

## Chiffres de production
| Mois et année  | Berline 4 vitres | Berline 6 vitres | Cabriolet 2 vitres | Cabriolet 4 vitres | Châssis | Total |
| -------------- | ---------------- | ---------------- | ------------------ | ------------------ | ------- | ----- |
| Avril 1933     |                  | 1                |                    | 1                  |         | 2     |
| Mai 1933       | 30               |                  |                    | 4                  |         | 34    |
| Juin 1933      | 91               |                  | 1                  |                    | 2       | 94    |
| Juillet 1933   | 27               | 11               | 22                 |                    |         | 50    |
| Août 1933      | 2                | 35               | 31                 | 32                 |         | 100   |
| Septembre 1933 |                  | 43               | 33                 | 27                 |         | 103   |
| Octobre 1933   | 10               | 31               | 20                 | 18                 | 1       | 80    |
| Novembre 1933  | 24               | 43               | 16                 | 50                 | 2       | 135   |
| Décembre 1933  | 11               | 51               | 22                 | 22                 |         | 106   |
| Janvier 1934   | 19               | 44               | 6                  | 37                 |         | 106   |
| Février 1934   | 23               | 55               | 6                  | 26                 |         | 110   |
| Mars 1934      | 8                | 16               | 24                 | 72                 |         | 120   |
| Avril 1934     | 1                | 15               | 18                 | 92                 |         | 126   |
| Mai 1934       |                  |                  |                    |                    | 3       | 150   |
| Juin 1934      |                  |                  |                    |                    |         | 152   |
| Juillet 1934   |                  |                  |                    |                    |         | 126   |
| Août 1934      |                  |                  |                    |                    |         | 101   |
| Septembre 1934 |                  |                  |                    |                    |         | 64    |
| Octobre 1934   | 5                | 20               | 9                  | 12                 | 2       | 48    |
| Novembre 1934  |                  |                  | 5                  | 4                  | 1       | 10    |